# 公共貨幣
公共貨幣（こうきょうかへい） とは、いかなる者にも債務を発生させることなく、公共機関が、その貨幣発行権に基づいて発行する貨幣のことである。それは、債務貨幣の対立概念として、山口薫によって提唱された。

## 公共貨幣の発生経緯
歴史上、近代の銀行制度が普及する以前までに流通した貨幣は、その多くが公共貨幣であった。たとえば、古代ギリシャのエレクトロン貨、日本の和同開珎、藩札、太政官札などは、公共貨幣である。
銀行制度が普及し、銀行券、要求払預金などの債務貨幣の流通量が増大するのにともなって、公共貨幣の流通量が縮小されたが、今日でも政府発行貨幣として公共貨幣は存続している。
日本政府が現在発行している硬貨（1円、5円、10円、50円、100円、500円の硬貨および10000円以下の記念硬貨）は、公共機関である政府が発行する政府貨幣であり、これらも公共貨幣に含まれる。

硬貨（1円、5円、10円、50円、100円、500円の硬貨および10000円以下の記念硬貨）： 公共貨幣である。（この通貨の発行には債務の発生は伴わない）
日銀当座預金（日本銀行券の還流・未発行分）： 債務貨幣である。（国債などの債務証書の購入によって生じる）
日本銀行券（1000円、5000円、10000円）： 債務貨幣である。（国債などの債務証書の発行によって生じる日銀当座預金によって生じる）
民間銀行の要求払預金： 債務貨幣である。（債務証書の引き受けまたは債務貨幣の預金によって生じる）
- 要求払預金は、そのままの姿で支払い手段として流通する。

## 公共貨幣の基本思想
貨幣とは、お金またはマネー(money)と同義であり、それは「財・サービスの価値情報、及びそのメディア(媒体)の総体で、財・サービスとの交換や保蔵ができるもの」と一般的に定義される。それは、社会的分業を前提とする人類社会において、普遍的であり、最も重要なインフラの一つである。
貨幣は、公共貨幣(public money)と債務貨幣(debt money)に大別される。公共貨幣は、公共機関の貨幣発行権に基づいて発行される。他方、債務貨幣は、だれかの債務と引き換えに発行される。人類の歴史における主な貨幣は長らく公共貨幣であったが、銀行制度が発達する近代から現代にかけて債務貨幣が主流となった。
公共のインフラとしての貨幣は、その種類(公共貨幣または債務貨幣)によって、それぞれ特有の発行・流通・消滅のプロセスを持っている。その一連のプロセスを総体的なシステムとしてとらえ、マクロ経済学、会計システムダイナミクス などの手法によって分析する。

## 債務貨幣と公共貨幣の比較
今日の各国の貨幣システムは、債務貨幣システムである。債務貨幣システムにおいては、貨幣量は基本的に、信用創造(市中銀行の貸付)によって増加し、信用収縮(貸付の返却)によって減少する。好況時には信用創造が景気を更に過熱させ、いったん不況に転ずると信用収縮が景気を更に悪化させる。
不況時には民間の消費需要が落ち込むので、政府が民間に代わって消費需要を作り出す必要にせまられる。このとき政府が債務を負って(国債を発行して)、その引き換えに貨幣(財源)を作り出し、財政出動(政府による消費需要の創造)を行う。しかし、財政出動により流通貨幣量(マネーストック)が増えて、一時的に消費需要が増えても、民間の新たな資金需要がなければ、増加した貨幣は投資へと循環せずに蓄蔵され(貨幣流通速度の低下)、持続的な景気回復には結び付かない。
債務貨幣システムにおける貨幣創造は、信用創造(市中銀行の貸付)によって行われるために、そこに利子がともなう。利子は資金需要者から広く集められ、市中銀行の配当として銀行株主へと流れ、経済格差を拡大させる。不況時の国債発行にともなう利払費もまた、主な国債購入者である市中銀行へと流れ、これもまた経済格差を拡大させる。こうした格差拡大の結果、増大した貨幣の多くが低所得層には行きわたらずに、不況時には貨幣が蓄蔵される傾向を強める。
公共貨幣システムにおいては、貨幣は公共機関(国家)が計画的に発行するため、景気変動を助長することがない。また、それは債務とは無関係に発行されるため、経済格差を生み出さない。したがって、公共貨幣システムは、持続的で安定的な経済発展に寄与するものである。

## 公共貨幣システム
公共貨幣は、公共機関(国家)の資産として生み出され、公共機関(国家)の消費行動(財政投入)を通して社会に流通し、租税として流通過程から回収される。貨幣の総流通量は、総貨幣投入量から総課税量を差し引くことによって決定される。
市中銀行による信用創造は停止する。それは、市中銀行の要求払預金に対して預金準備率100%を義務付けることを意味する(定期性預金については部分準備が許される)。これによって、信用創造が総流通貨幣量に影響を及ぼすことを防止する。
中央銀行は、株式上場または民間からの出資を廃止して、国家機関に組み入れられ、国家(政府)の貨幣政策に基いて貨幣実務および国庫事務を執り行う。
日本国の場合について、『公共貨幣』(山口)では、以下の提案がなされている。「日本銀行」を「公共貨幣庫」に名称変更をしたうえで、「公共貨幣委員会」の管轄下に置く。公共貨幣委員は国会により任命され、公共貨幣の発行量を決定する。その決定は、マクロ貨幣モデルを構築して行い、決定プロセスは広く国民がシミュレーション検証できるように全面的に公開される。

## 公共貨幣システムへの移行の手順
債務貨幣システムから公共貨幣システムへの移行のプロセスは、各国の経済状態によって異なるが、『公共貨幣』(山口)に準じて、日本の場合のプロセスを想定する。
(1)政府は、日銀のジャスダック上場を廃止し、国家機関に組み入れ、公共貨幣庫と名称変更をする。
(2)政府は、国債発行残高に相当する公共貨幣(約1,000兆円)を発行し、それを公共貨幣庫に預け入れ、その見返りとして政府預金(約1,000兆円)を用意する。
(3)政府は、公共貨幣を使って、公共貨幣庫(旧日銀)が保有する国債(約500兆円)を前倒しで償還する。
(4)政府は、公共貨幣を使って、市中が保有する国債(約500兆円)を償還期日に順次償還する(保有者の希望があれば前倒し償還も可)。この結果、市中銀行が公共貨幣庫に保有する準備預金が要求払預金(市中銀行の負債)を上回り、預金準備率100%が実現する。
(5)市中に流通している日銀券(発行銀行券)は、順次、公共貨幣(紙幣)に置き換える。①市中から還流した日銀券は、再度流通に回されることなく、すべて廃棄する。②民間が市中銀行に対して預金の現金化要求をし、銀行が準備預金から現金を引き出すときには、公共貨幣(紙幣・硬貨)を流通させる。
以上で、債務貨幣システムから公共貨幣システムへの移行が完了する。このプロセスをとおして、流通貨幣量(マネーストック)は変動しない。ただし、政府は、この期間においても必要に応じて追加の公共貨幣発行により政府預金を用意して、流通貨幣量(マネーストック)に影響を与えることができる。

## 公共貨幣システムにおける金利
公共貨幣システムは利付債務とかかわりなく発行されるため、貨幣の発行プロセスにおいて金利は発生しない。しかし、公共貨幣システムのもとであっても、金利一般がなくなるわけではない。
債務貨幣システムのもとでは、貨幣政策は中央銀行の金融政策と政府の財政政策の二つの政策に分裂している。金融政策は、公開市場操作（準備預金の増減）や金利操作をとおして、貨幣流通量を左右する信用創造を間接的に制御しようとするものである。公共貨幣システムのもとでは、貨幣政策は政府(公共貨幣委員会)の政策に一本化され、公共貨幣の発行量と流通量を直接的に制御する。したがって、公共貨幣システムのもとでは、金利操作は不要となる。

## 公共貨幣システムと銀行
市中銀行は、一般に「金融仲介」「信用創造」「決済」の三つの機能を持つと言われている。公共貨幣システムのもとでは、このうち「信用創造」機能がなくなり、「金融仲介」と「決済」の二つの機能が残される。したがって、公共貨幣システムへの移行は、市中銀行にとって不利益であるという見方もある。ただし、不況下ではすでに「信用創造」が低調になっており、それが銀行危機の一因ともなっている。したがって、「信用創造」にたよった銀行のビジネスモデル自体を見直す必要に迫られていることもまた確かである。
また、債務貨幣システムのもとでは、景気の悪化にともなって政府が利付国債を銀行に販売し、それを財源として予算を執行することによって、結果的に貨幣(要求払預金)が創造される。そのプロセスをとおして、国費の少なくない部分が利払費として銀行に支払われ、それが銀行危機を緩和している側面もある。しかし同時に、国費が自動的に銀行に移転する貨幣システムは、景気の回復を遅らせる要因となっており、銀行の「金融仲介」「決済」の二つの機能にも悪影響を及ぼす。したがって、公共貨幣システムへの移行にともなう経済の活性化は、むしろ銀行の再生の手助けともなりうる。

## 公共貨幣システムに対する批判
公共貨幣システムに対して以下の批判が存在する。

### デフレ不況を引き起こする金融システム：信用創造の禁止は，実体経済が要求する通貨供給を不可能にする
信用創造の禁止により，民間実体経済の要求に対応した柔軟な通貨供給が不可能になる。現実の信用貨幣システムにおいて，政府の財政支出を別とすれば，民間経済に通貨が供給されるのは，企業が銀行から借り入れを行い，銀行が無から貸付金と預金を創造するからである。それに対応した一定の準備金は中央銀行が銀行に供給する。こうして預金通貨が供給され，それが引き出されると中央銀行券となる。これらの通貨は，流通に不要となれば預金やたんす預金として遊休することもあるが，企業が倒産などしなければ，結局は，貸付金の返済を通して流通から出て消滅する。経済成長とともに財・サービスの流通に必要な通貨が増える時は，主要には貸付けが返済を上回ること，副次的には遊休している預金やたんす預金の流通への復帰によって賄われる。公共貨幣では，この機能が果たせない。貸出が準備金の範囲までと厳しく制限されている以上，経済成長に対応した預金通貨が供給されないのである。それどころか，運転資金や決済資金が一時的に不足する際の，支払い手段としての通貨についても供給に弾力性がない。
　したがって，経済成長期には投資のための通貨供給が不足し，経済危機の際には運転資金や決済資金が不足して，恒常的なデフレ不況圧力がもたらさせるという批判である。

### インフレへの歯止めがない財政システム：財政赤字も利払いもなくなるが支出の歯止めもなくなる
公共貨幣とナローバンクの下では，経済はデフレ不況気味に推移すると見込まれる。金融システムでの拡張はナローバンクの趣旨からいって限度があるだろうから，デフレ不況に対抗しようとすれば財政を拡張するよりない。すると，今度はインフレの制御が，現行の信用貨幣システムよりも難しくなるし，公共貨幣論は主流派経済学やMMTよりもそれに対して脆弱であるという批判である。

### 通貨供給の中央集権化による硬直性
公共貨幣では、政府・公共貨幣庫に対する民主主義的統制と効率的行政によって，必要なだけの公共貨幣を政府が創造し，準備金不足にも対応すれば，財政が膨張しすぎないようにコントロールしうると考えられる。しかし，準備金供給に関する政府の委員会決定や財政に関する年次での国会での議決だけに通貨供給を委ねるのはあまりに中央集権的であり，日々の企業活動に対する柔軟な反応を期待できない。いかに銀行の行動に問題があろうとも，資本主義経済のままで改革を行うのであれば，銀行による，私的で分権的な預金通貨の供給量調整は認めざるを得ないであろう。率直に言って，公共貨幣システムでの通貨供給の硬直性は，シカゴ学派に由来する提案にもかかわらず，集権的計画経済の硬直性に類似しているのではないかという批判である。

## 公共貨幣フォーラム

### 第1回公共貨幣フォーラム
- 第1回「公共貨幣フォーラム（Public Money Forum）」のお知らせ

### 第2回公共貨幣フォーラム
- お金が変われば世界が変わる！公共貨幣で新国生みトークンを創ろう 山口薫さん 2017年
- 「公共貨幣」の実現を応援します！ 安部芳裕さん

### 第3回公共貨幣フォーラム
- お金が変われば世界が変わる！公共貨幣システムで新国生みトークンを創ろう 山口薫さん 2018年

### 第4回公共貨幣フォーラム
- 第4回公共貨幣フォーラムシンポジウム テーマ：未来の貨幣制度とEPMトークン
- 公共貨幣で日本の新国生み【スライド資料版】
- 未来の貨幣制度～公共貨幣シンポ 第4部パネルディスカッション ＊山口薫・首藤信彦・井上智洋・朴勝俊・生島高裕・武宮誠
- 未来の貨幣とＥＰＭトークン
- ブロックチェーンＩｒｏｈａによるＥＰＭトークンの実装に向けて 武宮誠
- Ｃレジーム ＡＩ時代に相応しい貨幣制度 井上智洋